# L'amante di Gramigna
L'amante di Gramigna (estrenada internacionalment com The Bandit) és una pel·lícula dramàtica italiana del 1969 dirigida per Carlo Lizzani amb un guió basat en la novel·la homònima de Giovanni Verga. Pel seu paper a la pel·lícula Stefania Sandrelli va rebre la Conquilla de Plata a la millor actriu al Festival Internacional de Cinema de Sant Sebastià 1969.

## Sinopsi
Sicília, 1865. Un pagès, Gramigna, enganyat pel baró Nardò, es veu obligat a abandonar la casa, que el baró ara ha llogat a Assunta i la seva filla Gemma. Convertit en bandoler, decideix venjar-se i comença a matar els còmplices de Nardò i, perseguit per un esquadró de cavalleria piemontesa, cau a la seva antiga casa i l'incendia. A la casa hi ha Ramarro, empleat del baró i promès de Gemma, que ha vingut amb els parents per concertar el casament. Mentre els convidats fugen de por, Gemma se'n va amb Gramigna: en realitat no volia casar-se amb Ramarro i en secret té sentiments pel bandit. En resum, els dos es fan amants i Gemma s'amaga compartint riscos i perills amb ell.
El pare de Gramigna és assassinat i Ramarro, per consell del baró, intenta sorprendre els dos fugitius mitjançant l'ús d'un pobre dement. El bandoler descobreix l'engany, reacciona salvatge i mata el dement; Gemma, atemorida per la fúria de Gramigna, s'escapa, però, mentre intenta arribar a casa de la mare, és perseguida per Ramarro i posteriorment atrapada per alguns dels homes de Nardò que la violen. En un enfrontament dramàtic, Ramarro mor a mans de Gemma. Tornant a la seva mare a la recerca de refugi, anuncia que va matar Ramarro, però després no pot resistir-se a la crida de Gramigna, que la torna a portar amb ella. Confessa la violència patida i Gramigna, ara desesperat, abandona Gemma i busca al baró per completar la seva venjança, però el troba agònic després de l'assalt dels treballadors, que finalment s'han rebel·lat contra la seva prepotència. Mentre Gramigna descarrega la seva fúria sobre el cos de Nardò, els soldats piemontesos arriben i el maten. Finalment, arriba Gemma, treu el cos de Gramigna i l'enterra davant de la seva casa ara destruïda.

## Repartiment
- Gian Maria Volonté: Gramigna
- Stefania Sandrelli: Gemma
- Luigi Pistilli: Ramarro
- Ivo Garrani: Baron Nardò
- Emilia Radeva: mare de Gemma
- Assen Milanov: el notari
- Marian Dimitrov
- Stizio Mazgalov
- Stoienka Mutafova
- Vassil Popoliev
- Gianni Pulone
- Peter Petrov Slabakov
- Stoian Stoiciev
- Ivan Dimitrov Penkov